# Pristidactylus scapulatus
Espèce
Statut de conservation UICN

 LC  : Préoccupation mineure
Synonymes
- Leiosaurus scapulatus Burmeister, 1861
- Leiosaurus multipunctatus Burmeister, 1861
- Urostrophus scapulatus (Burmeister, 1861)
- Cupriguanus scapulatus (Burmeister, 1861)

Pristidactylus scapulatus est une espèce de sauriens de la famille des Leiosauridae.

## Répartition
Cette espèce est endémique d'Argentine. Elle se rencontre dans les provinces de Mendoza et de Río Negro.

## Publication originale
- Burmeister, 1861 : Reise durch die La Plata Staaten mit besonderer Rücksicht auf die physische Beschaffenheit und den Culturzustand der Argentinischen Republik. Ausgeführt in den Jahren 1857, 1858, 1859 und 1860. Halle, H.W. Schmidt, p. 1-538 (texte intégral).